# 内海駅 (愛知県)
内海駅（うつみえき）は、愛知県知多郡南知多町大字内海にある名古屋鉄道知多新線の駅で、同線の終着駅である。駅番号はKC24。南知多町にある唯一の鉄道駅で、名古屋鉄道では最南端の駅である。
計画時は現在地より海寄りに建設される予定であったが、用地買収に難航したため丘陵地寄りの現在地への設置となり、さらに駅建設工事中に先苅（まずかり）貝塚が発見されたことから、発掘調査のため開業は当初予定よりも遅れ、1980年にずれ込むこととなった（後述）。

## 歴史
- 1980年（昭和55年）6月5日 - 開業（知多新線全線開通）。当初は現在の1番線に相当する部分に線路が敷かれず2面3線だった。
- 1986年（昭和61年）2月18日 - 線路を1線増設して2面4線に[4]。
- 2007年（平成19年）7月14日 - 自動改札機がトランパス対応となる。
- 2010年（平成22年）6月5日 - 知多新線全線開通30周年。沿線主要駅で『記念入場券』を発売開始。11時50分頃より内海駅ホーム上で知多新線全線開業30周年記念式典を挙行し、12時15分過ぎより名鉄営業部が企画した2000系による団体臨時列車『知多新線全線開業30周年記念号』（復路・内海駅→金山駅間、往路は『南知多ビーチランド30周年記念号』として運行）の記念発車式が行われた。
- 2011年（平成23年）2月11日 - ICカード乗車券「manaca」供用開始。
- 2012年（平成24年）2月29日 - トランパス供用終了。
- 2020年（令和2年）5月25日 - この日から当面の間、終日無人化。
- 2023年（令和5年）3月25日 - 正式に終日無人化[5]。

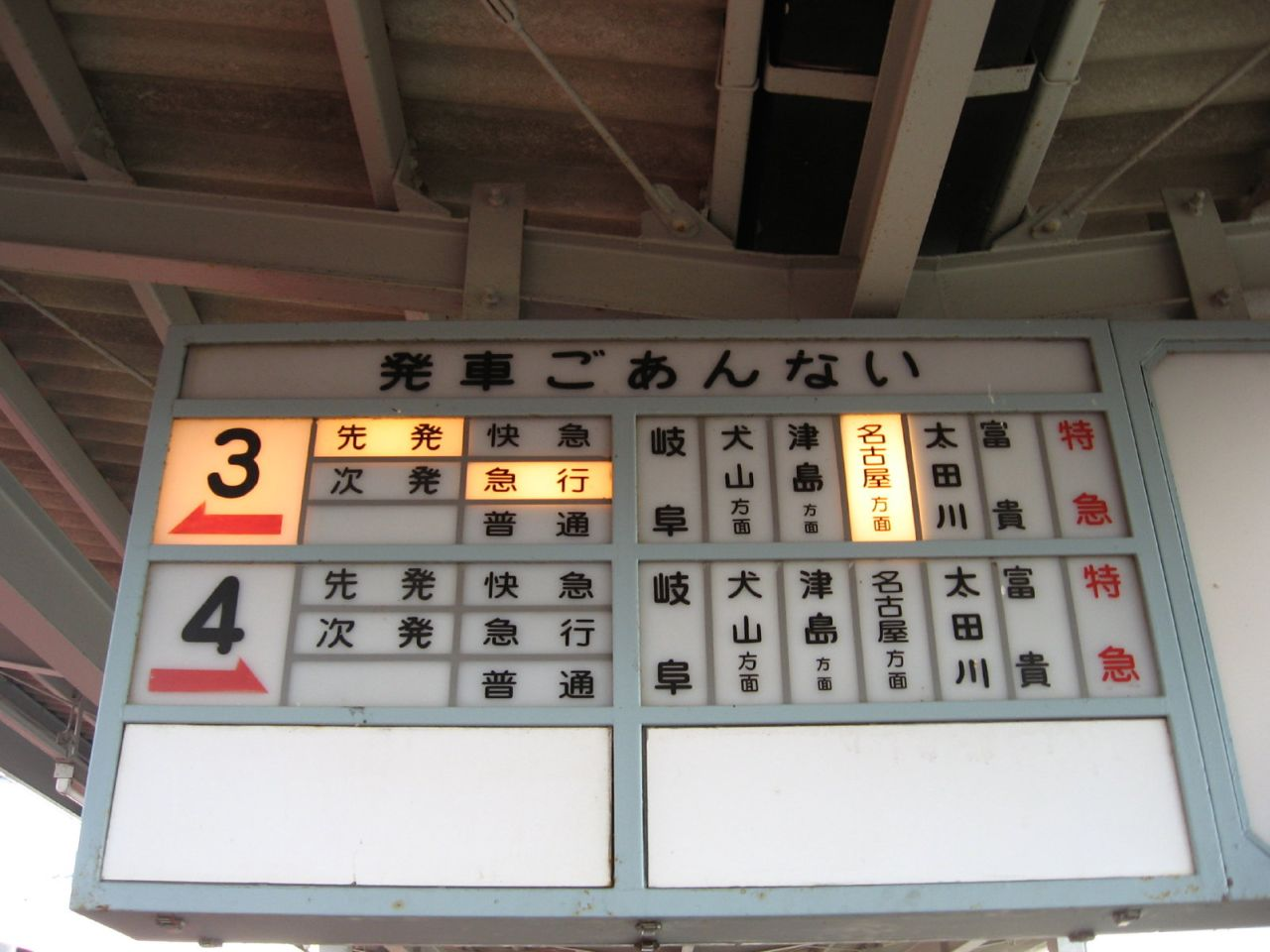
過去に設置されていた行灯式列車案内板

## 駅構造
島式ホーム2面4線の高架駅で、駅集中管理システムが導入された無人駅である（管理駅は知多半田駅）。2023年（令和5年）3月24日までは特殊勤務駅で、6:00 - 20:00（ただし日中でも不在時間帯があった）の時間帯に窓口が営業していたが、2020年（令和2年）5月25日から暫定的に終日無人駅となっていた。無人化後も当駅での夜間滞泊は行われており、駅事務室内の乗務員宿泊所が現在も使われている。
改札口は高架下の地上階に1箇所あり、付近には自動券売機（通勤manaca定期券（新規・継続）および通学manaca定期券（継続のみ）の購入も可能。ただし、名鉄ミューズカードでの決済は7:00～22:00の間に限られる。）と自動精算機（ICカードの積み増し等も可能）を1台ずつ備えている。改札口とホームを結ぶエレベーターやエスカレーターなどのバリアフリー設備は無い。
なお、1・2番ホームは日中は使用されず、有人駅時代の当該時間帯は1・2番ホームへ繋がる階段の入口にはロープが張られて封鎖されていた（2023年3月以降は更なる減便により早朝及び深夜以外で使われることはほとんどなくなった）。海水浴シーズンの観光客による混雑時を考慮して、臨時改札口も設置されているが、ほとんど使用されていない。
トイレは改札の外に設けられ、駅高架下には海水浴客向けの休憩室と商店が何軒かある。
なお、当初の計画では小野浦駅が隣駅として開設される予定であったが中止となっている。

### のりば
| 番線  | 路線        | 行先                         |
| ----- | ----------- | ---------------------------- |
| 1 - 4 | KC 知多新線 | 富貴・太田川・名鉄名古屋方面 |

### ギャラリー

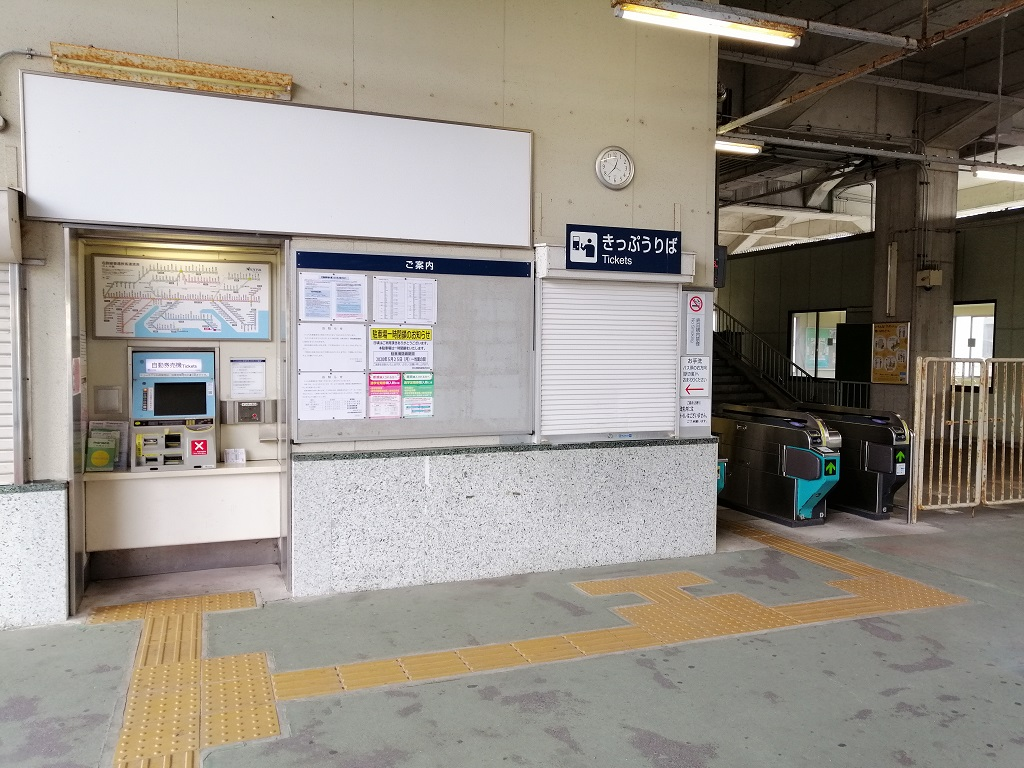
改札口
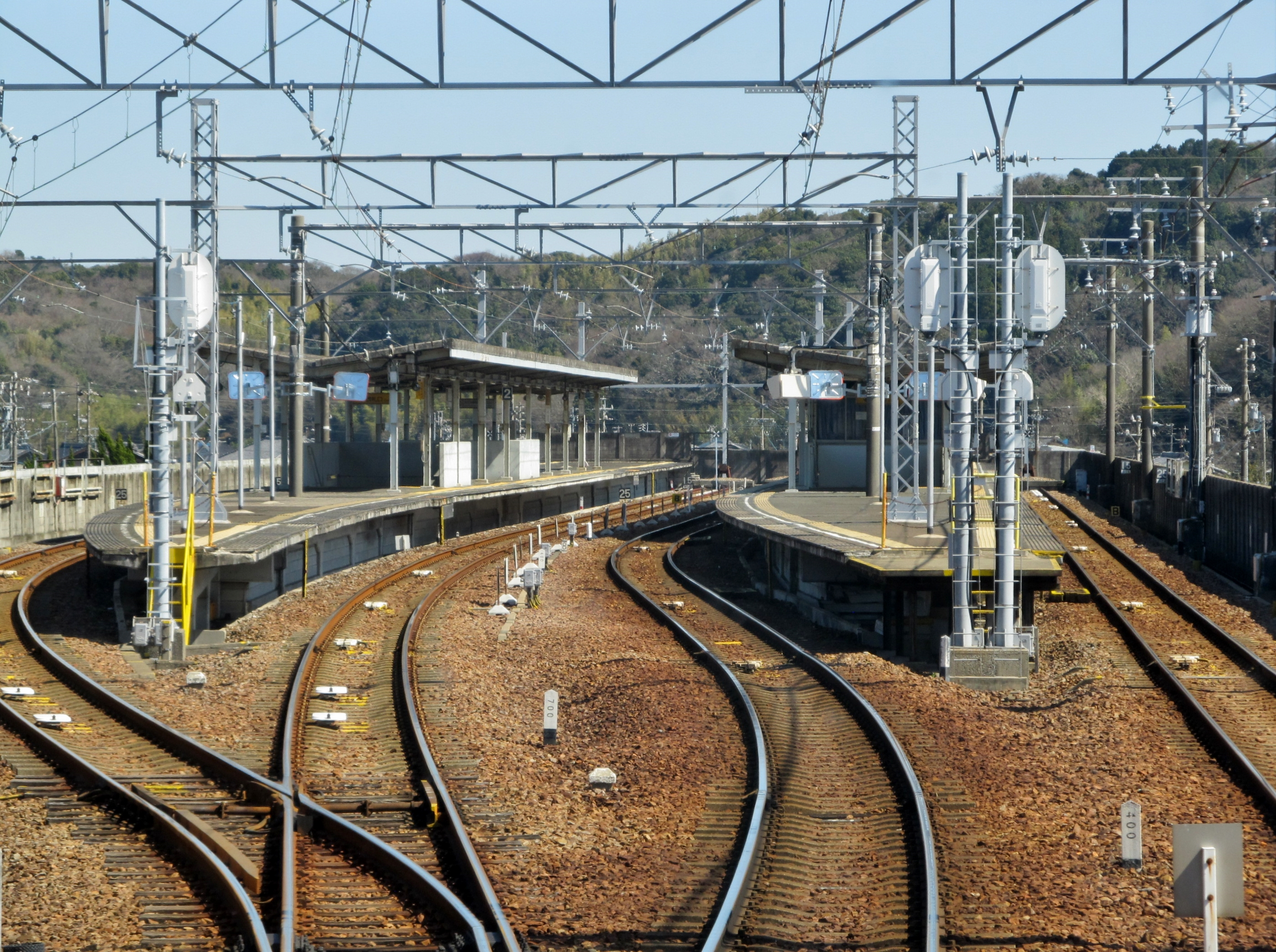
ホーム
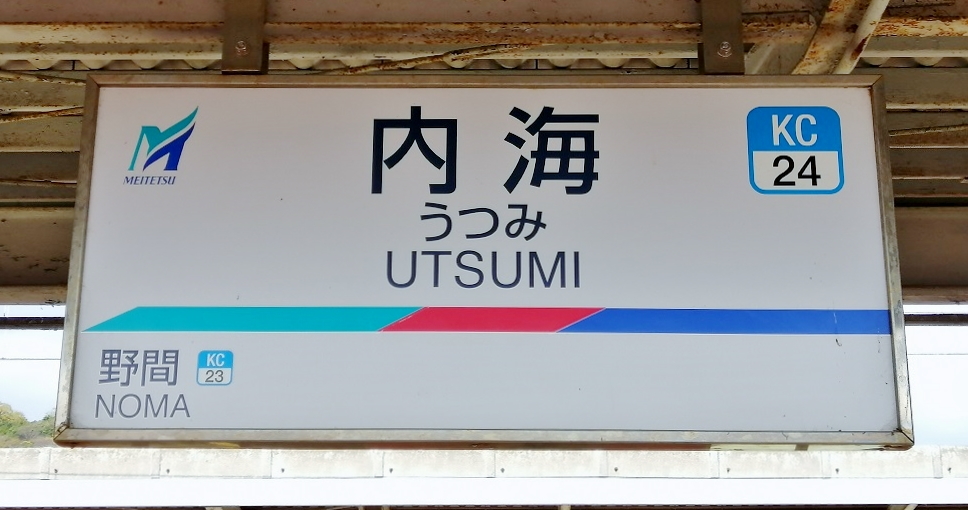
駅名標

### 配線図
| ← 富貴方面 | 名古屋鉄道 内海駅 構内配線略図 |  |
| 凡例 出典: |                                |  |

## 利用状況
- 「移動等円滑化取組報告書」によれば、2022年度の1日平均乗降人員は996人である[10]。
- 『名鉄120年：近20年のあゆみ』によると2013年度当時の1日平均乗降人員は1,569人であり、この値は名鉄全駅（275駅）中192位、河和線・知多新線（24駅）中15位であった[11]。
- 『名古屋鉄道百年史』によると1992年度当時の1日平均乗降人員は3,038人であり、この値は岐阜市内線均一運賃区間内各駅（岐阜市内線・田神線・美濃町線徹明町駅 - 琴塚駅間）を除く名鉄全駅（342駅）中141位、河和線・知多新線（26駅）中11位であった[12]。

『愛知県統計年鑑』、『知多半島の統計』各号によると、一日平均乗車人員の推移は以下の通りである。
| 年                 | 総数 | 定期 | 備考       |
| ------------------ | ---- | ---- | ---------- |
| 1980（昭和55）年度 | 1382 | 496  | 6月5日開業 |
| 1981（昭和56）年度 | 1344 | 564  | [ 14 ]     |
| 1982（昭和57）年度 | 1240 | 562  | [ 15 ]     |
| 1983（昭和58）年度 | 1460 | 666  | [ 16 ]     |
| 1984（昭和59）年度 | 1562 | 725  | [ 17 ]     |
| 1985（昭和60）年度 | 1601 | 753  | [ 18 ]     |
| 1986（昭和61）年度 | 1573 | 734  | [ 19 ]     |
| 1987（昭和62）年度 | 1518 | 733  | [ 20 ]     |
| 1988（昭和63）年度 | 1412 | 703  | [ 21 ]     |
| 1989（平成元）年度 | 1384 | 673  | [ 22 ]     |
| 1990（平成02）年度 | 1417 | 691  | [ 23 ]     |
| 1991（平成03）年度 | 1465 | 752  | [ 24 ]     |
| 1992（平成04）年度 | 1481 | 788  | [ 25 ]     |
| 1993（平成05）年度 | 1410 | 784  | [ 26 ]     |
| 1994（平成06）年度 | 1381 | 762  | [ 27 ]     |
| 1995（平成07）年度 | 1295 | 698  | [ 28 ]     |
| 1996（平成08）年度 | 1197 | 637  | [ 29 ]     |
| 1997（平成09）年度 | 1153 | 628  | [ 30 ]     |
| 1998（平成10）年度 | 1140 | 647  | [ 31 ]     |
| 1999（平成11）年度 | 1113 | 643  | [ 31 ]     |
| 2000（平成12）年度 | 1030 | 609  | [ 31 ]     |
| 2001（平成13）年度 | 944  | 553  | [ 32 ]     |
| 2002（平成14）年度 | 880  | 522  | [ 32 ]     |
| 2003（平成15）年度 | 883  | 543  | [ 32 ]     |
| 2004（平成16）年度 | 894  | 554  | [ 33 ]     |
| 2005（平成17）年度 | 901  | 542  | [ 33 ]     |
| 2006（平成18）年度 | 883  | 560  | [ 33 ]     |
| 2007（平成19）年度 | 919  | 571  | [ 34 ]     |
| 2008（平成20）年度 | 888  | 547  | [ 34 ]     |
| 2009（平成21）年度 | 864  | 552  | [ 34 ]     |
| 2010（平成22）年度 | 823  | 540  | [ 35 ]     |
| 2011（平成23）年度 | 758  | 517  | [ 35 ]     |
| 2012（平成24）年度 | 753  | 481  | [ 35 ]     |
| 2013（平成25）年度 | 769  | 512  | [ 36 ]     |
| 2014（平成26）年度 | 741  | 483  | [ 36 ]     |
| 2015（平成27）年度 | 750  | 481  | [ 36 ]     |
| 2016（平成28）年度 | 743  | 482  | [ 37 ]     |
| 2017（平成29）年度 | 702  | 453  | [ 37 ]     |
| 2018（平成30）年度 | 689  | 441  | [ 37 ]     |
| 2019（令和元）年度 | 650  | 421  | [ 38 ]     |

## 駅周辺
当駅は海から離れた丘陵地に位置しており、海水浴場や内海の集落までは徒歩で15分以上かかる。

### 主な施設
- 国道247号（常滑街道・知多街道）
- 千鳥ヶ浜海水浴場
- 内海海水浴場
- 南知多温泉郷（内海山海温泉）
- DCMアットホーム内海店
- 内海緑地
- 愛知県立内海高等学校
- 南知多町南知多中学校
- 南知多町立内海小学校
- 内海郵便局
- 南知多町役場内海サービスセンター
- 南知多グリーンバレイ
- 妙音寺
- 泉蔵院
- 尾州廻船内海船船主 内田家
- 南知多町郷土資料館（閉館）
- 内海フォレストパーク - 名鉄の沿線開発の一環で開業。2003年（平成15年）11月3日営業終了。

### バス路線
南知多町営バス「海っ子バス」
- 南知多・美浜環状線（左回り）：師崎港行（南知多町役場前・豊浜経由）
- 南知多・美浜環状線（右回り）：師崎港行（内海高校前・河和駅・大井経由）
  - レスクルが運行を受託している。かつては、西海岸線は知多乗合（知多バス）の路線として、知多半田駅や知多武豊駅から上野間駅、当駅を経て師崎港まで至る路線であったが、1994年に当駅以北の区間が廃止[39]され、2010年に残る区間も海っ子バスに移管された経緯を持つ。また、河和駅行は、もともとは知多乗合内海線として運行されてきた区間であるが、2015年10月から海っ子バスに移管されて西海岸線として運行し、2023年10月1日から南知多・美浜環状線に再編されている。

## 隣の駅
名古屋鉄道
KC 知多新線
■特急・□快速急行・■急行・■普通（特急は河和線知多武豊駅まで、快速急行・急行は住吉町駅まで各駅停車）
野間駅 (KC23) - 内海駅 (KC24)　　　